# 躲避球

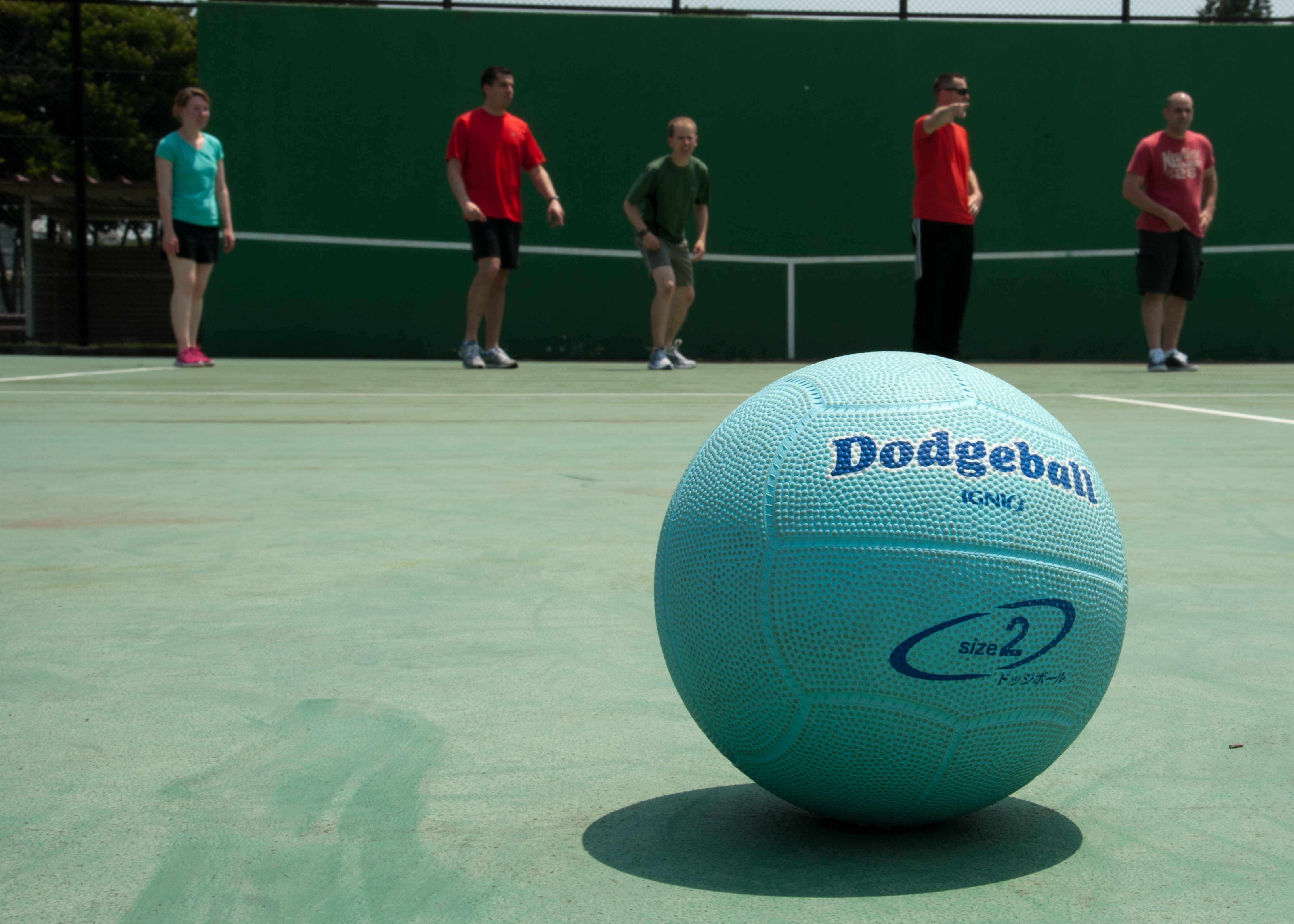
台灣普遍使用的躲避球樣式

台灣與日本的躲避球場地示意圖

躲避球，又稱為鬥球，是一種非身體接觸的對抗性，由兩隊參與的球類運動。目前於日本、台灣、香港、南韓四地流行的是10人或8人制的單球式躲避球，而與世界流行的複式躲避球規則不同。

## 單球式躲避球
因複式躲避球傳入日本，再由日本演化成單球式躲避球。場地分成內外場，內場為20公尺長，10公尺寬之長方形（不同地區會有不同的距離），兩長邊中點畫一條為中線，用以區隔兩隊球員。每隊外場位於對方內場後半段外圍寬度3公尺之「凹」形區域內，內場有一面，外場有三面，可自由分配在外場各面的人數。比賽時每隊出場10名/8名隊員，分居於內、外場，其中外場人數至少一人以上。
比賽的目的是擲球攻擊對方內場球員，若擊中身體而未被該名球員或其上場隊友用手接住，該名球員即告出局而需移至外場(擊中頭部不用移至外場)。若該次出局是由攻方外場球員擲球達成，則該名外場球員可選擇是否進入內場。每局比賽時間結束時，以內場人數多者為勝，外場人員攻擊得分後，也可以回到內場中。若比賽時間尚未結束，而其中一方內場球員已經全部出局，則該局判對方勝。最終獲得較多勝局者，贏得該場比賽，通常採三戰兩勝制或五戰三勝制。

## 歷史
躲避球運動起源於英國，1900年左右隨著歐洲移民帶入而盛行於美國。1902年，日本留美歸國學人將其引進日本，於1913年起被列為日本學校體育教材，隨後並推廣至鄰近亞洲各國。
由於躲避球的攻擊對象是人體，往往被視為高壯者欺負弱小者的工具；再加上沒有護具，有安全上的顧慮，容易造成身體上的挫傷或是撞擊傷害。在美國有些州就立法禁止。為了改善此一問題，躲避球的球壓和球體硬度都已大幅調整，變得柔軟許多，避免造成傷害。。
躲避球已在台灣有全國賽，贏的國小可以得到龍鳳旗插在校內一年，連贏三年可以永久保存龍鳳旗，且贏得第一還可以到別的地方參加比賽（大多是香港 日本）。
至於香港有3個躲避球的大型組織。分別為香港閃避球總會﹑中國香港閃避球總會及中國香港學界閃避球聯會。最早成立的為＂香港閃避球總會＂，於2008年成立並開始推廣閃避球運動。而坊間也開始出現不同的閃避球組織，如大專界有教大、浸大﹑中大及科大躲避球隊。而社區躲避球組織有鬥苗體育﹑凌峯體藝﹑乘翔體育﹑赤誠體育等。

## 相關
- ：以躲避球為主題的日本電子遊戲。
- ：以躲避球為主題的日本少年漫畫。
- 躲避球隊
- 彈床閃避球

## 外部連結
- 中國香港閃避球總會 （页面存档备份，存于）
- 香港閃避球總會 （页面存档备份，存于）
- 中國香港學界閃避球聯會[]
- 鬥苗體育 （页面存档备份，存于）